# Above and Beyond
Above and Beyond (bra Seu Nome e Sua Honra, ou Seu Nome, Sua Honra) é um filme norte-americano de 1952, dos gêneros drama, ação, biográfico e guerra, dirigido por Melvin Frank e Norman Panama e estrelado por Robert Taylor e Eleanor Parker.

## Notas sobre a produção

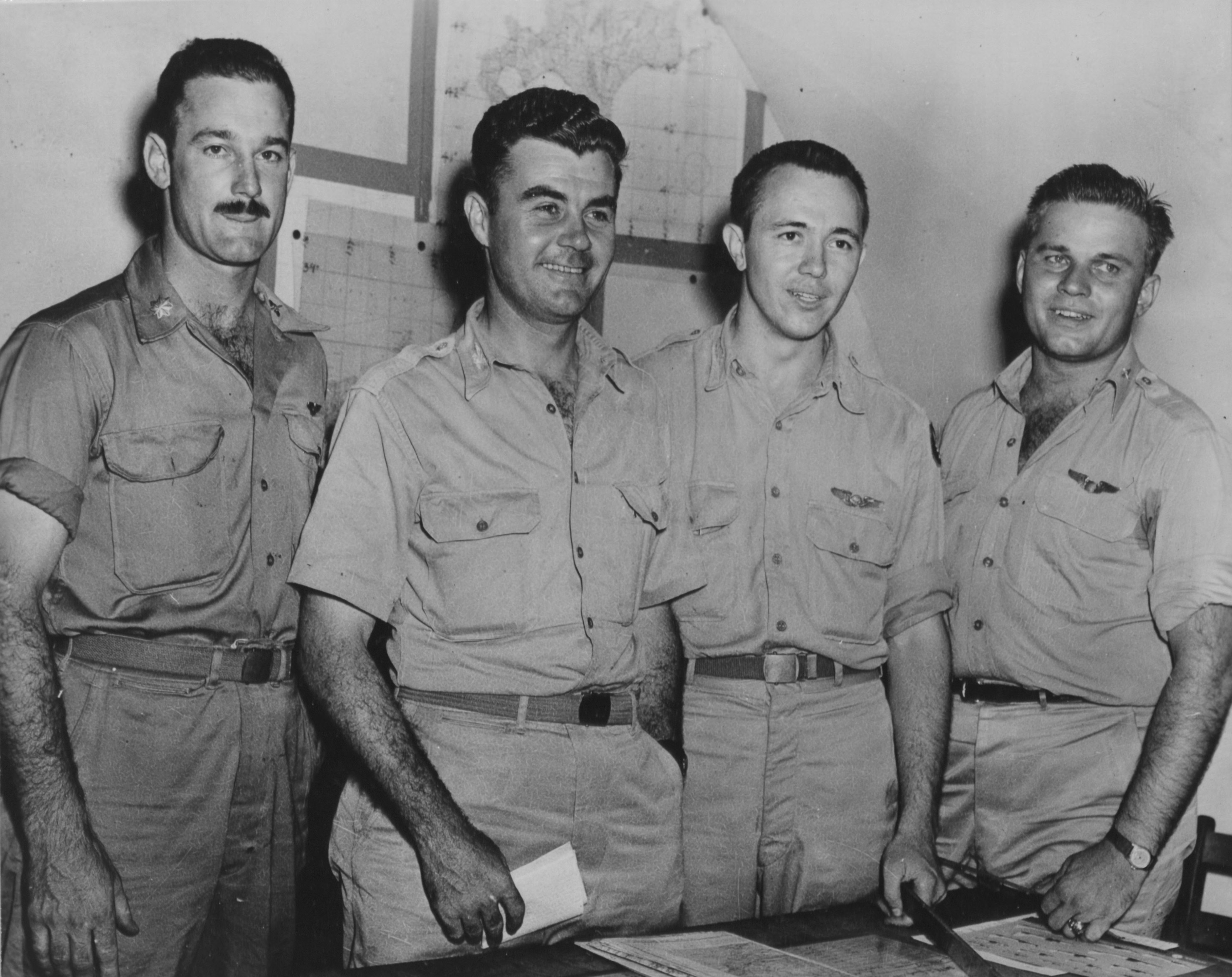
Da esquerda para a direita, esta é a equipe do histórico voo sobre Hiroshima, responsável pelo lançamento da primeira bomba atômica: Major Thomas Ferebee (bombardeador), Tenente-coronel Paul Tibbets (piloto), Capitão Theodore Van Kirk (navegador) e Capitão Robert Lewis (oficial tripulante).